# راس اترج
راس اترج (انگلیسی: Ross Etheridge؛ زادهٔ ۱۴ سپتامبر ۱۹۹۴) بازیکن فوتبال است.
از باشگاه‌هایی که در آن بازی کرده‌است می‌توان به باشگاه فوتبال دربی کانتی، باشگاه فوتبال کرو آلکساندرا، باشگاه فوتبال استالی‌بریج سلتیک، باشگاه فوتبال گرزلی، باشگاه فوتبال آکرینگتون استنلی، باشگاه فوتبال ایلکستون، و باشگاه فوتبال لیک تاون اشاره کرد.